# 魔王学校に俺だけ勇者!?
『魔王学校に俺だけ勇者!?』（まおうがっこうにおれだけゆうしゃ!?）は、夏緑による日本のライトノベル作品。イラストは朱シオが担当。HJ文庫（ホビージャパン）より2010年11月から2013年5月まで刊行された。

## ストーリー
東京の南方に位置する2つの孤島。それぞれの島には裏社会で暗躍する魔王の養成校・麻桜中学と正義を貫く勇者の養成校・聖レジェンド中学が存在する。日本神話の英雄を祖先に持つ遊佐ヒロは親友の天竺フリトと共に聖レジェンド中学へ進学するつもりであったが、入学試験当日に船を乗り間違えて麻桜中学の試験を受けることになってしまう。勇者としての英才教育しか受けてこなかったヒロの入学試験の出来は散々なものであったが、その年は何故か男子に脱落者が続出したため合格する(男子の合格者はヒロを含めて2名だけ)。こうして麻桜中学に入学したヒロは、勇者であるヒロを倒そうと襲いかかってくる魔王候補生と日夜バトルを繰り広げるが、2年生に進級し同じクラスになった竜王の娘・竜崎リュウナは暴力的な手段でなく話術でヒロを陥落させるべく「突然だが、そなたに世界の半分を与えよう」と切り出してくる。ヒロが「いらない」と断ると、リュウナは「ならば、世界の半分の代わりにこなたを与えようぞ」と言い、制服を半脱ぎにし始めるのだった。

## 登場人物
遊佐 ヒロ（ゆさ ヒロ）
主人公。日本神話の英雄・ヤマトタケルの末裔であり、小学校の頃から将来の勇者として聖レジェンド中学への進学を目指して英才教育を受けて来たが、試験当日に手違いで麻桜島行きの船に乗ってしまい不本意なまま魔王養成校・麻桜中学を受験し、入学することになってしまう。勇者と魔王では価値観が正反対な為、魔王候補生としての成績は低いが本人は無事に卒業して満16歳になると受けられる勇者試験に合格することを目標としている。
日頃は勇者試験と同様に行われる魔王試験での考査に備えて勇者であるヒロの経験値を狙って「校内への武器持ち込み禁止」の校則にお構いなしで襲いかかってくる魔王候補生達に手を焼いているが、対抗手段として武器をイメージしてその名前を口に出すとその武器が具象化されるスキル・剣の呪言(ソード・ワード)を習得している。得物は先祖伝来の七支刀・天蛇切(アメノハハキリ)だが、本物は実家に在るため使用時は剣の呪言でレプリカを出して戦う。
竜崎 リュウナ（りゅうざき リュウナ）
世界中の海を支配する竜王を父に、竜宮城の主・乙姫を母に持つ魔王候補生の少女。一人称が「こなた」、二人称が「そなた」と、どことなく古風喋り方をする。2年に進級した際にヒロと同じクラスとなるが、他の魔王候補生と違って戦闘能力がほぼ無い為に話術でヒロを陥落させようと思い立ち、世界の半分と自分のどちらが欲しいかを尋ねるがあっさり断られてしまう。それでも周囲の様々な妨害にめげず3巻で互いに告白し、カップルを成立させている。
戦闘能力は無くとも魔王らしい所を見せようと「四天王」を従えているが、構成員は2人と1匹で名数4には足りていない。
織田 志信（おだ しのぶ）
「第六天魔王」を称した戦国時代の武将・織田信長の末裔である少女。からくり人形の茶坊主を従えている。成増（東京都板橋区）の出身で、特攻服に身を固め「武器持ち込み禁止」の校則を無視して先祖伝来の打刀(と称しているが長ドスにしか見えない)・長谷部国重を得物としている。男勝りで荒っぽい性格だが、料理が得意など家庭的な一面も持ち合わせている。
芽樽 ペルチェ（めたる ペルチェ）
未来の世界から人類を殲滅して機械文明を確立する為に送り込まれた、人工知能を持つ液体金属。普段は人間の少女とさほど変わらない姿をしているが、体のどの部分でも自由に変形させることが可能で、食事の摂取は必要としないが他の物質を取り込んで自らのパーツの一部とすることが出来る。自身は感情を持たないと称しており、何か言葉を発する時は必ず「わたしの名はペルチェ……」と自己紹介を挟む。戦闘能力は非常に高いが、映画『ターミネーター2』に登場するT-1000と同様に冷凍してから砕かれる攻撃方法に弱い。
黒姫 リリ子（くろひめ リリこ）
ブラック企業経営者の次女で、クラス委員長。召喚魔法が得意であるが、魔導書『ソロモンの鎖骨』と間違えて動物行動学者・ローレンツの著書『ソロモンの指環』を持ち歩いている。性格は陰険そのもので、消しゴムやシャーペンの芯と引き換えに使い魔の契約を結ばされた者も少なくない。普段は自己長身的で協調性に欠ける性格だが、3巻では生徒会長の姉・ルシフェに対抗する為にやむなくヒロや他の魔王候補生達と共闘関係を結ぶことにした。
夢野 サキ（ゆめの サキ）
3年生。リュウナの「四天王」の1人で、その正体は淫魔・サキュバスであるが異性には興味が無くリュウナの配下であることを誇りに思っている。1年前の入学試験に際してリュウナに男が寄り付かないよう男子の受験生に淫夢を見せたことが原因で合格ラインに達しない脱落者が続出し、男子の合格者はこの攻撃が通じなかったヒロと「四天王」の1人・冥土だけであった。こうした経緯より、冥土と共にヒロに対しては普段から厳しく当たっている。
黄泉原 冥土（よみはら めいと）
2年生。リュウナの「四天王」の1人で、校内一の美少年で通っているがプライベートでは女装してリュウナ専属のメイドとして働いている。ギリシア神話に登場する毒蛇・ヒュドラの力を持つ魔王候補生で、両手は触れた者を毒に冒す毒手のため普段は手袋で隠している。毒魔法・ポイミンが得意だがこの魔法は正義の心を持つ者には回復魔法として作用する為、ヒロを始めとする勇者候補生に対しては全く効果が無いどころか体力を回復してしまう。
ガルム
麻桜中学の裏手に広がる林で野良犬として保健所に処分されそうになっていた所をリュウナに保護された恐い顔のチワワ。北欧神話に登場する猟犬・ガルムから名前を取っているが、特に魔力などは持っていない。寮はペット禁止の為、表向きはリュウナの「四天王」の1匹として、使い魔の立場を与えられている。
天竺 フリト（てんじく フリト）
ヒロの親友で、ゲルマン神話の英雄・ジークフリートの末裔。ヒロと共に聖レジェンド中学への進学を目指していたが、受験当日の手違いが原因で麻桜中学へ通うことになってしまったヒロを残して聖レジェンド中学に通っている。
黒姫 ルシフェ（くろひめ ルシフェ）
麻桜中学生徒会長で、リリ子の姉。入学早々、生徒会役員を実力行使で自主退学に追い込み生徒会長となるが教職員からはトラブルメーカーとして疎まれており、普段は生徒会室から出て来ない。妹・リリ子を溺愛しており一挙一動を撮影しては保存を繰り返しているが、リリ子の側からは敬遠されている。魔界の支配者・サタンの力を受け継ぐその魔力は圧倒的であり、一度に1万体の軍勢を召喚する黒い万軍（ブラック・サバオス）や10分間、相手から発声能力を奪う十分間の沈黙（テン・ミニッツ・サイレンス）でヒロは無論のこと、他の魔王候補生達も苦戦を強いられている。
明智 光乃（あけち みつの）
聖レジェンド中学の生徒。本能寺の変で志信の先祖である第六天魔王・織田信長を討った明智光秀の末裔で、火縄銃を愛用する狙撃の名手。山崎の戦いで討たれ「三日天下」と揶揄された光秀は影武者であり、本物は天海大僧正として徳川家康に仕えて300年続いた徳川幕府を影で支配していたと言い、天下統一の脅威となる前に第六天魔王の末裔・志信を排除すべく奇襲を仕掛けて来る。

## 既刊一覧
- 夏緑（著）・紅シオ（イラスト） 『魔王学校に俺だけ勇者!?』 ホビージャパン〈HJ文庫〉、全10巻
  1. 2010年11月1日初版発行、ISBN 978-4-7986-0141-0
  2. 2011年3月1日初版発行、ISBN 978-4-7986-0193-9
  3. 2011年7月1日初版発行、ISBN 978-4-7986-0246-2
  4. 2011年11月1日初版発行、ISBN 978-4-7986-0308-7
  5. 2012年2月1日初版発行、ISBN 978-4-7986-0345-2
  6. 2012年5月1日初版発行、ISBN 978-4-7986-0397-1
  7. 2012年8月1日初版発行、ISBN 978-4-7986-0436-7
  8. 2012年11月1日初版発行、ISBN 978-4-7986-0494-7
  9. 2013年2月1日初版発行、ISBN 978-4-7986-0540-1
  10. 2013年6月1日初版発行、ISBN 978-4-7986-0614-9